# تسروویتسا (کوچوو)
تسروویتسا (به صربی: Cerovica) یک روستا در صربستان است که در کوچوو واقع شده‌است. تسروویتسا ۳۸۱ نفر جمعیت دارد.